# Église Saint-Pierre de Brancion
L'église Saint-Pierre de Brancion est une église romane située sur le territoire de la commune de Martailly-lès-Brancion dans le département français de Saône-et-Loire en région Bourgogne-Franche-Comté.

## Historique

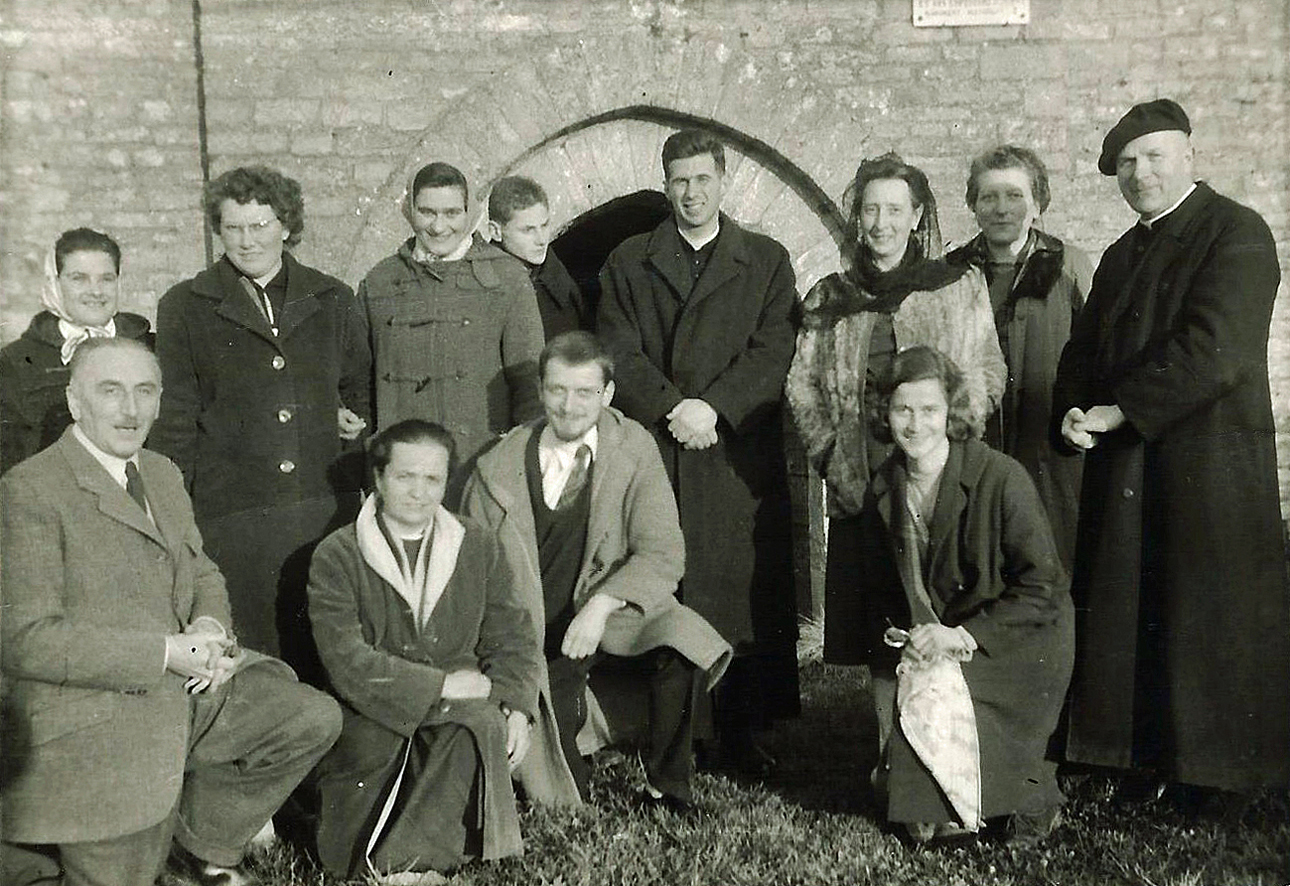
Un groupe de retraitants – parmi lesquels les propriétaires du château de Brancion (Louise Céline Marie Antoinette, née de Murard de Saint-Romain, et son époux, Jean Morierre-Bernadotte, chevalier grand-croix de l'ordre souverain de Malte – devant l'église de Brancion pour la Semaine sainte de 1959.

L'église, longue de 30 mètres et large de 14,40 mètres, date du XIIe siècle.
Elle fait l'objet d'un classement au titre des monuments historiques depuis la liste des monuments historiques protégés en 1862.

## Architecture
L'église est édifiée en pierre de taille assemblée en appareil irrégulier et est recouverte de lauzes.
Le porche d'entrée donne sur une esplanade herbeuse qui s'ouvre sur le panorama de la vallée de la Grosne.
La nef est voûtée en berceau fortement brisé sur arcs-doubleaux. Ceux-ci retombent sur des dosserets couronnés d'impostes. De grandes arcades brisées séparent les piliers dont les six derniers sont cruciformes.
L'église possède un chevet roman constitué d'une abside et de deux absidioles semi-circulaires rythmées par des pilastres plats. L'abside est percée de trois fenêtres cintrées.
La croisée du transept est surmontée d'un beau clocher, percé au dernier étage, sur chaque face, d'une baie cintrée et abritant une cloche de 265 kg fondue par Paccard (Annecy) en 1963.
Le cimetière de l'ancien village, devenu hameau de Martailly-lès-Brancion, subsiste dans la partie sud-est du tour de 
l'église.

## Fresques
À l'intérieur, l'église est ornée de très belles fresques, représentant en particulier la nativité, la résurrection des morts.Fresques de l'église de Brancion
Ces peintures murales, qui furent notamment décrites par le chanoine Denis Grivot dans La Légende dorée d'Autun, datent du XIVe siècle (vers 1325-1330).
L'une d'elles est visible à l'abside du chœur, où trône le Christ en majesté, dans une mandorle quadrilobée, le livre à la main, entouré des quatre symboles des Évangélistes et de deux séraphins. Il surmonte une rangée d'apôtres (dont saint Pierre et saint Paul) et d'anges sous des arcades romanes.

## Mobilier
Un gisant de Josserand IV de Brancion, décédé en 1250 lors de la septième croisade à la bataille de Mansourah (Égypte) où il avait tenu à accompagner Saint Louis, est visible dans le bas-côté nord. Cette pierre sculptée du XIIIe siècle, propriété de l'Académie de Mâcon, provient de la chapelle du château d'Uxelles (ancien fief de Brancion), détruite vers 1805. Elle représente un chevalier couché revêtu d'un « sarrau d'armes » recouvrant une cotte de mailles, serré par un ceinturon où est attachée une épée ; le gisant a les mains jointes sur la poitrine et un chien est couché à ses pieds, tandis que, de chaque côté de la tête, deux anges sont agenouillés.
Trois statues en bois subsistent, disposées de part et d'autre de la croisée du transept : 
- sainte Anne présentant la Vierge (statue classée au titre des monuments historique) ;
- saint Pierre, patron de l'église, tenant la clé traditionnelle ;
- saint Paul, reconnaissable à son épée.